# Río Anapo
El río Anapo (en italiano: Anapo, en griego antiguo: Ἄναπος, en latín: Anăpus) es un río de Sicilia que nace cerca de la moderna Buccheri y desaguaba en el puerto grande de Siracusa. Tiene 52 km de largo, y después de pasar por el lado norte del Etna desemboca en el mar Jónico. En la última parte de su curso discurre encajonado en un desfiladero de pocos metros de ancho y de más de 20 ms de profundidad. Las aguas del río se utilizan para producir electricidad.

## Historia
Recibe diversos afluentes, el más importante es el Cíane. Parte de su curso estaba bordeado de marismas muy insalubres que ocasionaban pestes y enfermedades, provocando en parte el desastre de la expedición ateniense del año 411 a. C y también entre los cartagineses en alguno de los asedios de la ciudad de Siracusa. El río era considerado una divinidad en forma de hombre joven, supuesto marido de la náyade Cíane. Esta joven quiso evitar el rapto de Perséfone por parte de Hades, pero el dios, enfurecido, la transformó en un estanque de color azul oscuro, parecido al color del mar. William Smith afirma, erróneamente, que en su tiempo se llamaba Alfeo.

## Geografía
Nace en el territorio de Buccheri, a partir de los manantiales de Guffari y la grotta dell'acqua (cueva del Agua), en el monte Lauro, el pico más alto de los Monti Iblei (montes Ibleos) (986 m s.n.m.). A lo largo de su curso atraviesa las gargantas de Pantalica y todo el pintoresco valle que toma el nombre del río, desciende por la llanura irrigada de Siracusa, cruza el pantano Grande, actualmente desecado, y desemboca en las aguas del puerto grande de Siracusa junto al río Cíane —un corto río que, alimentado por un manantial de las mismas aguas que el Anapo, es conocido en todo el mundo por la planta del papiro que crece espontáneamente en sus orillas— y el Mammaiabica.